# SonicStage
SonicStage ist eine von Sony entwickelte Musikverwaltungs- und -überspielungssoftware. Es lag in der Vergangenheit vielen MD-, Hi-MD-, Atrac-HDD-, Atrac- und Atrac-CD-Flashplayern bei und diente dem Sony-eigenen CONNECT Music Store als Downloadportal. SonicStage ist der Nachfolger von OpenMG Jukebox und seit Version 4.0 stabiler als ältere Versionen beider Softwares.
Seit Sony in Europa den Vertrieb von Atrac-kompatiblen Musikplayern eingestellt hat, ist SonicStage obsolet geworden.
Die neueste Version ist SonicStage CP 4.3, die vor allem für ältere Sony-MD und Hi-MD Walkman benötigt wird.